# Coupe de France de football 2017-2018
 (août 2020).
Cet article traite uniquement de la compétition masculine. Pour la compétition féminine, voir Coupe de France féminine de football 2017-2018.
Navigation
Coupe de France 2016-2017 Coupe de France 2018-2019
La coupe de France de football 2017-2018 est la 101e édition de la Coupe de France, compétition à élimination directe mettant aux prises des clubs de football amateurs et professionnels affiliés à la Fédération française de football, qui l'organise conjointement avec les ligues régionales.

## Déroulement de la compétition
Le système est le même que celui utilisé les années précédentes.

## Calendrier
| Tour                                                    | Nom                        | Dates retenues                            | Équipes participantes | Équipes gagnantes |
| 1                                                       | Premier tour               | Dates régionales                          |                       |                   |
| 2                                                       | Deuxième tour              | Dates régionales                          | 4016                  | 2008              |
| Entrée des 134 clubs de National 3                      |                            |                                           |                       |                   |
| 3                                                       | Troisième tour             | Samedi 9 et dimanche 10 septembre         | 2120                  | 1060              |
| Entrée des 53 clubs de National 2                       |                            |                                           |                       |                   |
| 4                                                       | Quatrième tour             | Samedi 23 et dimanche 24 septembre        | 1124                  | 562               |
| Entrée des 17 clubs de National                         |                            |                                           |                       |                   |
| 5                                                       | Cinquième tour             | Samedi 7 et dimanche 8 octobre            | 580                   | 290               |
| 6                                                       | Sixième tour               | Samedi 21 et dimanche 22 octobre          | 290                   | 145               |
| Entrée des 20 clubs de Ligue 2 et des clubs d'Outre-Mer |                            |                                           |                       |                   |
| 7                                                       | Septième tour              | Samedi 11 et dimanche 12 novembre         | 176                   | 88                |
| 8                                                       | Huitième tour              | Samedi 2 et dimanche 3 décembre           | 88                    | 44                |
| Tableau final, entrée des 20 clubs de Ligue 1           |                            |                                           |                       |                   |
| 9                                                       | Trente-deuxièmes de finale | Samedi 6, dimanche 7 et lundi 8 janvier   | 64                    | 32                |
| 10                                                      | Seizièmes de finale        | Mardi 23, mercredi 24 et jeudi 25 janvier | 32                    | 16                |
| 11                                                      | Huitièmes de finale        | Mardi 6, mercredi 7 et jeudi 8 février    | 16                    | 8                 |
| 12                                                      | Quarts de finale           | Mardi 27, mercredi 28 et jeudi 1er mars   | 8                     | 4                 |
| 13                                                      | Demi-finales               | Mardi 17 et mercredi 18 avril             | 4                     | 2                 |
| 14                                                      | Finale au Stade de France  | Mardi 8 mai                               | 2                     | 1                 |

## Résultats

### Tours préliminaires
Plusieurs milliers de matchs sont joués lors des tours préliminaires. Seuls seront indiqués dans cet article les résultats des clubs professionnels aux 5e et 6e tours ainsi que l'ensemble des résultats des 7e et 8e tours.

#### Cinquième tour
| 7 octobre 2017 | AS Gamaches (7) | 0 - 1 | (3) US Boulogne CO |                                                 |                                                 |
| 18 h           |                 |       | 13e Lina           | Stade Serge-Leleu, Gamaches Spectateurs : 1 500 | Stade Serge-Leleu, Gamaches Spectateurs : 1 500 |

| 7 octobre 2017 | AS Le Mans Villaret (7) | 0 - 2   | (3) Stade lavallois    |                                                           |                                                           |
| 16h00          |                         | (0 - 0) | 53e Neyou · 70e Etinof | Stade des Fontenelles, Le Mans Arbitrage : Alexis Brouard | Stade des Fontenelles, Le Mans Arbitrage : Alexis Brouard |

| 7 octobre 2017 | Sainte-Geneviève (4) | 1 - 2   | (3) US Créteil-Lusitanos |                                                                                      |                                                                                      |
| 18h00          | Bétourné 76e         | (0 - 1) | 40e (pen.) 53e Pouye     | Parc des Sports Léo-Lagrange; Sainte-Geneviève-des-Bois Arbitrage : Romain Lissorgue | Parc des Sports Léo-Lagrange; Sainte-Geneviève-des-Bois Arbitrage : Romain Lissorgue |

| 8 octobre 2017 | FC Ozoir (9) | 0 - 2   | (3) Red Star FC |                                                                   |                                                                   |
| 14h30          |              | (0 - 1) | 26e 57e Sané    | Stade des trois Sapins, Ozoir-la-Ferrière Arbitrage : Romain Zamo | Stade des trois Sapins, Ozoir-la-Ferrière Arbitrage : Romain Zamo |

#### Sixième tour
| 21 octobre 2017 | US Créteil-Lusitanos (3) | 0 - 3   | (4) US Lusitanos Saint-Maur          |                                                                                 |                                                                                 |
| 18h00           |                          | (0 - 2) | 35e Simão · 37e Chalali · 80e Marena | Stade Dominique Duvauchelle, Créteil Spectateurs : 992 Arbitrage : Marc Michout | Stade Dominique Duvauchelle, Créteil Spectateurs : 992 Arbitrage : Marc Michout |

| 21 octobre 2017 | Red Star FC (3) | 1 - 1 3 - 4 t.a.b. | (4) FC Fleury 91 |                         |                         |
| 18h00           | Mhirsi 38e      | (1 - 1)            | 42e Beziouen     | Stade Bauer, Saint-Ouen | Stade Bauer, Saint-Ouen |

| 22 octobre 2017 | Angers NDC (8) | 0 - 1   | (3) Stade lavallois |                            |                            |
| 15h00           |                | (0 - 1) | 28e Bosetti         | Stade André Bertin, Angers | Stade André Bertin, Angers |

##### Match de rêve
La FFF organise un « match de rêve » débutant au 6e tour depuis 2011, permettant aux fans de voter pour leur club favori. Cette année, c'est le club de Bodilis/Plougar qui remporte cette opération. Le club y affronte Plédran, club des Côtes-d'Armor. Le club de Bodilis est dirigé par un entraîneur expérimenté en la personne de Laurent Fournier, qui dirige les séances du club durant la semaine de préparation à ce match.

#### Septième tour
La répartition du nombre de clubs par ligue régionale est déterminé pour chaque édition par la fédération.
| Division           | Club                       | Score                   | Club                           | Division                  |
| ------------------ | -------------------------- | ----------------------- | ------------------------------ | ------------------------- |
| Régional 2 (7)     | US Nœux-les-Mines          | 0 - 5                   | RC Lens                        | Ligue 2 (2)               |
| Régional 2 (7)     | FC La Tour St Clair        | 0 - 1                   | FC Gueugnon                    | National 3 (5)            |
| National 3 (5)     | FC Trémery                 | 0 - 1                   | ASC Biesheim                   | National 3 (5)            |
| Régional 1 (6)     | Langon FC                  | 0 - 1                   | US Colomiers                   | National 2 (4)            |
| Régional 1 (6)     | FCA Troyes                 | 0 - 2                   | Valenciennes FC                | Ligue 2 (2)               |
| Régional 2 (7)     | SM Douarnenez              | 0 - 4                   | FC Lorient                     | Ligue 2 (2)               |
| Régional 2 (7)     | AS Tournefeuille           | 1 - 5                   | Chamois niortais FC            | Ligue 2 (2)               |
| National 2 (4)     | US Lusitanos Saint-Maur    | 0 - 2                   | FCM Aubervilliers              | National 3 (5)            |
| National 3 (5)     | Entente Feignies Aulnoye   | 1 - 3                   | AS Excelsior                   | R1 Réunion (6)            |
| National 2 (4)     | FC Villefranche Beaujolais | 1 - 2                   | FC Sochaux-Montbéliard         | Ligue 2 (2)               |
| National 3 (5)     | CSO Amnéville              | 1 - 3 a.p.              | SC Schiltigheim                | National 2 (4)            |
| National (3)       | Entente SSG                | 7 - 1                   | AS Lössi                       | R1 Nouvelle-Calédonie (6) |
| National 3 (5)     | CA Pontarlier              | 2 - 1                   | FC Mulhouse                    | National 3 (5)            |
| Régional 2 (7)     | ES Tarentaise              | 2 - 0                   | FC 4 Rivières 70               | Régional 2 (7)            |
| Régional 1 (6)     | FC Grandvillars            | 1 - 3                   | FC Morteau Montlebon           | Régional 1 (6)            |
| Régional 2 (7)     | US Feurs                   | 1 - 2                   | AS Lyon-Duchère                | National (3)              |
| National 3 (5)     | FC Chamalières             | 1 - 3                   | AJ Auxerre                     | Ligue 2 (2)               |
| Régional 1 (6)     | US Forbach                 | 0 - 1                   | AS Nancy-Lorraine              | Ligue 2 (2)               |
| Régional 1 (6)     | SC Hazebrouck              | 2 - 1                   | Quevilly-Rouen Métropole       | Ligue 2 (2)               |
| National 2 (4)     | Stade briochin             | 9 - 1                   | Geldar de Kourou               | R1 Guyane (6)             |
| National 2 (4)     | SAS Épinal                 | 6 - 2                   | Club sportif moulien           | R1 Guadeloupe (6)         |
| National 2 (4)     | SO Romorantin              | 10 - 1                  | Diables noirs de Combani       | R1 Mayotte (6)            |
| National 2 (4)     | AS Vitré                   | 5 - 1                   | Saint-Colomban Locminé         | National 3 (5)            |
| Régional 1 (6)     | Stade Pontivyen            | 0 - 3                   | Stade lavallois                | National (3)              |
| National 2 (4)     | FC Annecy                  | 1 - 3                   | Grenoble Foot 38               | National (3)              |
| National 2 (5)     | Moulins-Yzeure Foot 03     | 1 - 0                   | Clermont Foot 63               | Ligue 2 (2)               |
| National 3 (5)     | RC Épernay Champagne       | 0 - 2                   | US Raon                        | National 2 (4)            |
| National 3 (5)     | Aviron bayonnais FC        | 0 - 2                   | Stade bordelais                | National 2 (4)            |
| Régional 2 (7)     | Montauban FC               | 0 - 0 a.p. 3 - 4 t.a.b. | La Brède FC                    | Régional 1 (6)            |
| Régional 3 (8)     | FC Valdaine                | 0 - 4                   | AS Fabrègues                   | National 3 (5)            |
| Régional 1 (6)     | AF Virois                  | 0 - 1                   | FC Chambly Oise                | National (3)              |
| National (3)       | US Concarneau              | 7 - 0                   | Golden Lion                    | R1 Martinique (6)         |
| Régional 3 (8)     | US Ittenheim               | 0 - 2                   | FR Haguenau                    | National 3 (5)            |
| National 3 (5)     | Balma SC                   | 0 - 3                   | Les Herbiers VF                | National (3)              |
| Régional 1 (6)     | ASPTT Caen                 | 0 - 1                   | Le Mans FC                     | National 2 (4)            |
| Régional 1 (6)     | AC Cambrai                 | 0 - 1                   | USL Dunkerque                  | National (3)              |
| Régional 2 (7)     | AC Seyssinet-Pariset       | 2 - 3                   | Bourg-en-Bresse 01             | Ligue 2 (2)               |
| National 3 (5)     | Avoine Chinon              | 2 - 3 a.p.              | LB Châteauroux                 | Ligue 2 (2)               |
| National 3 (5)     | Angoulême CFC              | 2 - 0                   | FC Bressuire                   | National 3 (5)            |
| National 3 (5)     | Canet Roussillon FC        | 3 - 0                   | Olympique d'Alès               | National 3 (5)            |
| National 2 (4)     | Arras Football Association | 3 - 2 a.p.              | GC Lucciana                    | National 3 (5)            |
| Régional 1 (6)     | TVEC Les Sables-d'Olonne   | 1 - 2 a.p.              | Olympique Saumur FC            | Régional 1 (6)            |
| Régional 3 (8)     | Stade Ygossais             | 0 - 3                   | Paris FC                       | Ligue 2 (2)               |
| R1 Guyane (6)      | Étoile de Matoury          | 0 - 0 a.p. 3 - 2 t.a.b. | US Avranches Mont-Saint-Michel | National (3)              |
| R1 Guadeloupe (6)  | L'Étoile de Morne-à-l'Eau  | 1 - 4                   | FC Saint-Lô Manche             | National 3 (5)            |
| R1 Martinique (6)  | Club Colonial              | 2 - 3                   | ASM Belfort                    | National 2 (4)            |
| R1 Polynésie (6)   | AS Tefana                  | 0 - 3                   | Rodez AF                       | National (3)              |
| R1 Réunion (6)     | AJ Petite-Île              | 0 - 1                   | AS Beauvais Oise               | National 2 (4)            |
| Régional 2 (7)     | Plancoët-Arguenon FC       | 0 - 3                   | US Changé                      | National 3 (5)            |
| Régional 3 (8)     | Séné FC                    | 3 - 2                   | FC Quimperlois                 | Régional 2 (7)            |
| Régional 2 (7)     | FC Vallée de la Gresse     | 2 - 2 0 - 3 t.a.b.      | Cluses-Scionzier FC            | Régional 1 (6)            |
| Régional 1 (6)     | FC Hégenheim               | 2 - 3                   | FC Saint-Louis Neuweg          | National 2 (4)            |
| Régional 1 (6)     | Chaumont FC                | 0 - 3                   | Le Puy Foot 43                 | National 2 (4)            |
| Régional 2 (7)     | AS Bron Grand Lyon         | 0 - 3                   | SN Imphy Decize                | Régional 1 (6)            |
| National 3 (5)     | CO Avallonnais             | 1 - 1 4 - 2 t.a.b.      | Hauts Lyonnais                 | Régional 1 (6)            |
| Régional 3 (8)     | U Lorraine Rombas          | 2 - 0                   | ES Thaon                       | Régional 1 (6)            |
| National 3 (5)     | FCE Mérignac-Arlac         | 1 - 4                   | Tarbes Pyrénées Football       | National 2 (4)            |
| Régional 1 (6)     | JSC Bellevue Nantes        | 2 - 2 1 - 2 t.a.b.      | Limoges FC                     | National 2 (4)            |
| National 3 (5)     | CS Feytiat                 | 1 - 6                   | SO Cholet                      | National (3)              |
| Régional 2 (7)     | AS Cagnes-Le Cros          | 1 - 4                   | GFC Ajaccio                    | Ligue 2 (2)               |
| Régional 1 (6)     | FC Albères Argelès         | 3 - 2 a.p.              | US Endoume Marseille           | National 3 (5)            |
| Régional 2 (7)     | SC Anduzien                | 2 - 0                   | AS Sud Ardèche                 | Régional 2 (7)            |
| National 3 (5)     | Évreux FC 27               | 3 - 2                   | Le Havre AC                    | Ligue 2 (2)               |
| National 2 (4)     | US Granville               | 3 - 2                   | Vierzon FC                     | National 3 (5)            |
| Régional 3 (8)     | Houilles AC                | 1 - 0                   | LC Bretteville-sur-Odon        | Régional 1 (6)            |
| Régional 1 (6)     | US Chantilly               | 0 - 3                   | RCFF Colombes 92               | National 3 (5)            |
| Régional 1 (6)     | Olympique Marcquois        | 1 - 2                   | FC Fleury 91                   | National 2 (4)            |
| National 3 (5)     | CO Les Ulis                | 0 - 1                   | US Boulogne CO                 | National (3)              |
| Régional 2 (7)     | Lille OMS Fives            | 1 - 1 5 - 3 t.a.b.      | E Itancourt-Neuville           | Régional 1 (6)            |
| National 3 (5)     | Saint-Amand FC             | 1 - 3                   | AC Ajaccio                     | Ligue 2 (2)               |
| Régional 4 (9)     | FC Quarouble               | 0 - 1                   | US Choisy-au-Bac               | Régional 1 (6)            |
| Régional 3 (8)     | AS Plomelin                | 0 - 5                   | US Saint-Malo                  | National 2 (4)            |
| Régional 3 (8)     | US Liffré                  | 1 - 2                   | Vannes OC                      | National 3 (5)            |
| Départemental (9)  | Foot Mont Pilat            | 0 - 6                   | ASF Andrézieux-Bouthéon        | National 2 (4)            |
| Régional 2 (7)     | FC Geispolsheim            | 0 - 2                   | Stade de Reims                 | Ligue 2 (2)               |
| Départemental (10) | FC Pays Argentonnais       | 0 - 8                   | Tours FC                       | Ligue 2 (2)               |
| Régional 1 (6)     | Rungis US                  | 2 - 0                   | FC Porto Portugais Amiens      | Régional 2 (7)            |
| Régional 1 (6)     | AFC Compiègne              | 0 - 1                   | AS Furiani-Agliani             | National 2 (4)            |
| Régional 2 (7)     | FC Essartais               | 3 - 2                   | Ancienne Château-Gontier       | Régional 1 (6)            |
| Régional 2 (7)     | AC Chapelain               | 0 - 2                   | Bergerac Périgord FC           | National 2 (4)            |
| National 3 (5)     | AS Gémenos                 | 2 - 1                   | FC Martigues                   | National 2 (4)            |
| National 2 (4)     | FC Chartres                | 3 - 1                   | US Orléans                     | Ligue 2 (2)               |
| Départemental (10) | AS Courneuvienne           | 0 - 2                   | Blanc-Mesnil SF                | National 3 (5)            |
| Régional 2 (7)     | CS Plédran                 | 0 - 5                   | Stade brestois 29              | Ligue 2 (2)               |
| Ligue 2 (2)        | Nîmes Olympique            | 1 - 0                   | Marseille Consolat             | National (3)              |
| Régional 1 (6)     | Saint-Brice FC             | 1 - 4                   | FC Rouen                       | National 3 (5)            |
| Régional 3 (8)     | Still 1930 FC              | 2 - 0                   | EN Saint-Avold                 | Régional 1 (6)            |
| National 3 (5)     | USM Senlis                 | 2 - 1                   | US Vimy                        | Régional 1 (6)            |

#### Huitième tour
| Division       | Club                       | Score              | Club                     | Division       |
| -------------- | -------------------------- | ------------------ | ------------------------ | -------------- |
| National 3 (5) | ASC Biesheim               | 1 - 0 a.p.         | AS Lyon-Duchère          | National (3)   |
| National (3)   | Les Herbiers VF            | 2 - 1              | SO Romorantin            | National 2 (4) |
| National 3 (5) | AS Fabrègues               | 1 - 1 5 - 4 t.a.b. | Rodez AF                 | National (3)   |
| Régional 3 (8) | Houilles AC                | 2 - 1              | Étoile de Matoury        | R1 Guyane (6)  |
| Régional 1 (6) | Rungis US                  | 1 - 6              | AS Nancy-Lorraine        | Ligue 2 (2)    |
| National 3 (5) | CO Avallonnais             | 1 - 0 a.p.         | Cluses-Scionzier FC      | Régional 1 (6) |
| National 3 (5) | Évreux FC 27               | 0 - 3              | Valenciennes FC          | Ligue 2 (2)    |
| National (3)   | Grenoble Foot 38           | 3 - 0              | Tarbes Pyrénées Football | National 2 (4) |
| National (3)   | US Concarneau              | 3 - 2 a.p.         | Stade brestois 29        | Ligue 2 (2)    |
| Régional 1 (6) | FC Morteau Montlebon       | 1 - 2              | CA Pontarlier            | National 3 (5) |
| Ligue 2 (2)    | LB Châteauroux             | 5 - 3              | SO Cholet                | National (3)   |
| Régional 2 (7) | ES Tarentaise              | 1 - 2              | Bourg-en-Bresse 01       | Ligue 2 (2)    |
| National 2 (4) | FC Saint-Louis Neuweg      | 1 - 1 4 - 5 t.a.b. | FC Sochaux-Montbéliard   | Ligue 2 (2)    |
| National 2 (4) | US Colomiers               | 3 - 0              | AS Furiani-Agliani       | National 2 (4) |
| National 3 (5) | Canet Roussillon FC        | 2 - 0              | AC Ajaccio               | Ligue 2 (2)    |
| Régional 3 (8) | Séné FC                    | 1 - 6              | FC Lorient               | Ligue 2 (2)    |
| National 2 (4) | US Granville               | 2 - 1              | AS Vitré                 | National 2 (4) |
| National 2 (4) | Stade briochin             | 2 - 0              | Stade lavallois          | National (3)   |
| National 3 (5) | FC Rouen                   | 0 - 2              | FC Chartres              | National 2 (4) |
| National (3)   | Entente SSG                | 3 - 2              | Paris FC                 | Ligue 2 (2)    |
| National 2 (4) | FC Fleury 91               | 4 - 0              | US Raon                  | National 2 (4) |
| National 3 (5) | FC Gueugnon                | 1 - 1 1 - 2 t.a.b. | Angoulême CFC            | National 3 (5) |
| National 2 (4) | Stade bordelais            | 0 - 1              | Chamois niortais         | Ligue 2 (2)    |
| Régional 1 (6) | SN Imphy Decize            | 3 - 0              | Bergerac Périgord FC     | National 2 (4) |
| National 2 (4) | Limoges FC                 | 2 - 4              | Tours FC                 | Ligue 2 (2)    |
| National 2 (4) | ASF Andrézieux-Bouthéon    | 1 - 2 a.p.         | AJ Auxerre               | Ligue 2 (2)    |
| National 2 (4) | Moulins-Yzeure Foot 03     | 3 - 0              | ASM Belfort              | National 2 (4) |
| National 3 (5) | FC Saint-Lô Manche         | 1 - 1 3 - 1 t.a.b. | US Changé                | National 3 (5) |
| Régional 2 (7) | FC Essartais               | 0 - 3              | US Saint-Malo            | National 2 (4) |
| National 2 (4) | Arras Football Association | 1 - 2              | US Boulogne CO           | National (3)   |
| Régional 1 (6) | SC Hazebrouck              | 3 - 0              | AS Beauvais Oise         | National 2 (4) |
| R1 Réunion (6) | AS Excelsior               | 2 - 3              | Le Mans FC               | National 2 (4) |
| Régional 1 (6) | FC Albères Argelès         | 0 - 2              | Le Puy Foot 43           | National 2 (4) |
| Régional 2 (7) | Lille OMS Fives            | 0 - 2              | USL Dunkerque            | National (3)   |
| Régional 3 (8) | U Lorraine Rombas          | 1 - 2 a.p.         | Still 1930 FC            | Régional 3 (8) |
| Ligue 2 (2)    | RC Lens                    | 3 - 2 a.p.         | Stade de Reims           | Ligue 2 (2)    |
| Régional 1 (6) | La Brède FC                | 0 - 1 a.p.         | FCM Aubervilliers        | National 3 (5) |
| Régional 2 (7) | SC Anduzien                | 1 - 3              | Nîmes Olympique          | Ligue 2 (2)    |
| Régional 1 (6) | Olympique Saumur FC        | 0 - 0 5 - 6 t.a.b. | Vannes OC                | National 3 (5) |
| National 3 (5) | USM Senlis                 | 3 - 1              | US Choisy-au-Bac         | Régional 1 (6) |
| National 3 (5) | FR Haguenau                | 1 - 3              | FC Chambly Oise          | National (3)   |
| National 2 (4) | SC Schiltigheim            | 2 - 1              | RCFF Colombes 92         | National 3 (5) |
| National 3 (5) | AS Gémenos                 | 1 - 2              | GFC Ajaccio              | Ligue 2 (2)    |
| National 2 (4) | SAS Épinal                 | 2 - 1              | Blanc-Mesnil SF          | National 3 (5) |

### Trente-deuxièmes de finale
En gras, les petits Poucets de la Coupe de France.
Le tirage au sort a lieu le lundi 4 décembre 2017. Les rencontres ont lieu les samedi 6, dimanche 7 et lundi 8 janvier 2018.
| Samedi 6 janvier | CO Avallonnais (N3) | 0 - 2   | FC Chambly Oise (N)       |                                                                                             |                                                                                             |
| 13h30            |                     | (0 - 1) | 13e Hilaire · 53e Montiel | Stade de l'Abbé-Deschamps annexe 3, Auxerre Spectateurs : 1 200 Arbitrage : Sylvain Palhies | Stade de l'Abbé-Deschamps annexe 3, Auxerre Spectateurs : 1 200 Arbitrage : Sylvain Palhies |

| Samedi 6 janvier | AS Fabrègues (N3) | 1 - 2 a. p. | Bourg-en-Bresse 01 (L2)           |                                                                               |                                                                               |
| 13h30            | Kassa 102e (pen.) | (0 - 0)     | 94e Heinry · 105e Martins Pereira | Stade Joseph-Jeanton, Fabrègues Spectateurs : 2 000 Arbitrage : William Lavis | Stade Joseph-Jeanton, Fabrègues Spectateurs : 2 000 Arbitrage : William Lavis |

| Samedi 6 janvier | SC Schiltigheim (N2) | 1 - 5   | AJ Auxerre (L2)                                                   |                                                                            |                                                                            |
| 15h00            | Arcus 90e (csc)      | (0 - 0) | 52e Barreto · 60e 78e Philippoteaux · 69e Tacalfred · 89e Sangaré | Stade de l'Aar, Schiltigheim Spectateurs : 1 022 Arbitrage : Willy Delajod | Stade de l'Aar, Schiltigheim Spectateurs : 1 022 Arbitrage : Willy Delajod |

| Samedi 6 janvier | Le Mans FC (N2)               | 2 - 4   | LOSC Lille (L1)                               |                                                                 |                                                                 |
| 15h00            | Schur 23e · Créhin 32e (pen.) | (2 - 3) | 6e Ponce · 12e Pépé · 32e Maia · 90+5e Mendes | MMArena, Le Mans Spectateurs : 20 000 Arbitrage : Jérémy Stinat | MMArena, Le Mans Spectateurs : 20 000 Arbitrage : Jérémy Stinat |

| Samedi 6 janvier | FC Chartres (N2) | 1 - 2   | Tours FC (L2) |                                                                                |                                                                                |
| 15h00            | Delonglée 26e    | (1 - 2) | 9e 41e Tall   | Stade Jacques-Couvret, Chartres Spectateurs : 2 400 Arbitrage : Romain Delpech | Stade Jacques-Couvret, Chartres Spectateurs : 2 400 Arbitrage : Romain Delpech |

| Samedi 6 janvier | CA Pontarlier (N3) | 1 - 1 2 - 4 t. a. b. | Montpellier HSC (L1) |                                                                              |                                                                              |
| 15h00            | Carlos 59e         | (0 - 1)              | 39e Congré           | Stade Paul Robbe, Pontarlier Spectateurs : 2 980 Arbitrage : Frank Schneider | Stade Paul Robbe, Pontarlier Spectateurs : 2 980 Arbitrage : Frank Schneider |
| 15h00            | Tirs au but 2 - 4  |                      |                      | Stade Paul Robbe, Pontarlier Spectateurs : 2 980 Arbitrage : Frank Schneider | Stade Paul Robbe, Pontarlier Spectateurs : 2 980 Arbitrage : Frank Schneider |

| Samedi 6 janvier | FC Saint-Lô Manche (N3)   | 2 - 2 3 - 2 t. a. b. | FCM Aubervilliers (N3)   |                                                                               |                                                                               |
| 15h00            | Coulibaly 60e · Vauvy 98e | (0 - 0)              | 89e Soudant · 105e Djoco | Stade Louis-Villemer, Saint-Lô Spectateurs : 2 500 Arbitrage : Mehdi Mokhtari | Stade Louis-Villemer, Saint-Lô Spectateurs : 2 500 Arbitrage : Mehdi Mokhtari |
| 15h00            | Tirs au but 3 - 2         |                      |                          | Stade Louis-Villemer, Saint-Lô Spectateurs : 2 500 Arbitrage : Mehdi Mokhtari | Stade Louis-Villemer, Saint-Lô Spectateurs : 2 500 Arbitrage : Mehdi Mokhtari |

| Samedi 6 janvier | Houilles AC (R3) | 0 - 3   | US Concarneau (N)                    |                                                                                  |                                                                                  |
| 15h00            |                  | (0 - 2) | 9e Donisa · 12e Nsimba · 84e Id Azza | Stade Maurice Baquet, Houilles Spectateurs : 1 800 Arbitrage : Cédric Dos Santos | Stade Maurice Baquet, Houilles Spectateurs : 1 800 Arbitrage : Cédric Dos Santos |

| Samedi 6 janvier | US Saint-Malo (N2) | 1 - 2   | La Berrichonne de Châteauroux (L2) |                                                                            |                                                                            |
| 15h00            | Feqrache 87e       | (0 - 0) | 78e Tounkara · 86e Benrahma        | Stade De Marville, Saint-Malo Spectateurs : 2 204 Arbitrage : Tony Chapron | Stade De Marville, Saint-Malo Spectateurs : 2 204 Arbitrage : Tony Chapron |

| Samedi 6 janvier | Toulouse FC (L1) | 1 - 0   | OGC Nice (L1) |                                                                  |                                                                  |
| 15h00            | Somália 51e      | (0 - 0) |               | Stadium, Toulouse Spectateurs : 8 318 Arbitrage : Jérôme Brisard | Stadium, Toulouse Spectateurs : 8 318 Arbitrage : Jérôme Brisard |

| Samedi 6 janvier | GFC Ajaccio (L2) | 1 - 2   | Grenoble Foot 38 (N)       |                                                                         |                                                                         |
| 15h00            | Touré 52e (pen.) | (0 - 0) | 65e Guintangui · 84e Benet | Stade Ange-Casanova, Ajaccio Spectateurs : 1 500 Arbitrage : Karim Abed | Stade Ange-Casanova, Ajaccio Spectateurs : 1 500 Arbitrage : Karim Abed |

| Samedi 6 janvier | US Colomiers (N2)    | 1 - 1 4 - 2 t. a. b. | Le Puy Foot 43 (N2) |                                                                                    |                                                                                    |
| 18h00            | Cardinali 63e (pen.) | (0 - 0)              | 72e Do Pilar Patrao | Complexe Sportif Capitany, Colomiers Spectateurs : 1 200 Arbitrage : Florent Batta | Complexe Sportif Capitany, Colomiers Spectateurs : 1 200 Arbitrage : Florent Batta |
| 18h00            | Tirs au but 4 - 2    |                      |                     | Complexe Sportif Capitany, Colomiers Spectateurs : 1 200 Arbitrage : Florent Batta | Complexe Sportif Capitany, Colomiers Spectateurs : 1 200 Arbitrage : Florent Batta |

| Samedi 6 janvier | Moulins-Yzeure Foot 03 (N2)    | 2 - 5   | AS Monaco (L1)                                          |                                                                              |                                                                              |
| 18h00            | Seck 28e (pen.) · Hardouin 44e | (2 - 2) | 1re 51e 84e Carrillo · 39e Jovetić · 54e (pen.) Fabinho | Stade Hector-Rolland, Moulins Spectateurs : 3 200 Arbitrage : Aurélien Petit | Stade Hector-Rolland, Moulins Spectateurs : 3 200 Arbitrage : Aurélien Petit |

| Samedi 6 janvier | Canet Roussillon FC (N3)                | 3 - 1   | SN Imphy Decize (R1) |                                                                                          |                                                                                          |
| 18h00            | Barbier 9e · Posteraro 31e · Mahieu 60e | (2 - 0) | Milie 89e            | Stade Saint-Michel, Canet-en-Roussillon Spectateurs : 2 300 Arbitrage : Alexandre Castro | Stade Saint-Michel, Canet-en-Roussillon Spectateurs : 2 300 Arbitrage : Alexandre Castro |

| Samedi 6 janvier | Angoulême CFC (N3) | 1 - 2 a. p. | Les Herbiers VF (N)        |                                                                          |                                                                          |
| 18h00            | Dorangeon 90+6e    | (0 - 0)     | 86e Bongongui · 115e Naoto | Stade Lebon, Angoulême Spectateurs : 2 450 Arbitrage : Sofien Benchabane | Stade Lebon, Angoulême Spectateurs : 2 450 Arbitrage : Sofien Benchabane |

| Samedi 6 janvier | EA Guingamp (L1) | 1 - 0   | Chamois niortais (L2) |                                                                             |                                                                             |
| 18h00            | Coco 36e         | (1 - 0) |                       | Stade du Roudourou, Guingamp Spectateurs : 8 318 Arbitrage : Clément Turpin | Stade du Roudourou, Guingamp Spectateurs : 8 318 Arbitrage : Clément Turpin |

| Samedi 6 janvier | SC Hazebrouck (R1) | 0 - 2   | SM Caen (L1)               |                                                                                      |                                                                                      |
| 18h00            |                    | (0 - 1) | 27e Rodelin · 82e Armougom | Stade Auguste Damette, Hazebrouck Spectateurs : 3 000 Arbitrage : Stéphanie Frappart | Stade Auguste Damette, Hazebrouck Spectateurs : 3 000 Arbitrage : Stéphanie Frappart |

| Samedi 6 janvier | AS Nancy-Lorraine (L2)        | 2 - 3   | Olympique lyonnais (L1)                |                                                                               |                                                                               |
| 21h00            | Robic 71e (pen.) · Nordin 75e | (0 - 1) | 25e Fekir · 87e Marcelo · 90+5e Cornet | Stade Marcel-Picot, Tomblaine Spectateurs : 14 201 Arbitrage : Antony Gautier | Stade Marcel-Picot, Tomblaine Spectateurs : 14 201 Arbitrage : Antony Gautier |

| Dimanche 7 janvier | AS Saint-Étienne (L1) | 2 - 0   | Nîmes Olympique (L2) |                                                                                       |                                                                                       |
| 14h15              | Berić 63e · Bamba 68e | (0 - 0) |                      | Stade Geoffroy-Guichard, Saint-Étienne Spectateurs : 13 148 Arbitrage : Olivier Thual | Stade Geoffroy-Guichard, Saint-Étienne Spectateurs : 13 148 Arbitrage : Olivier Thual |

| Dimanche 7 janvier | US Granville (N2)                     | 2 - 1 a. p. | Girondins de Bordeaux (L1) |                                                                            |                                                                            |
| 14h15              | Martinet 90+4e · Douniama 103e (pen.) | (0 - 1)     | 37e Sankharé               | Stade Louis-Dior, Granville Spectateurs : 3 000 Arbitrage : Thomas Léonard | Stade Louis-Dior, Granville Spectateurs : 3 000 Arbitrage : Thomas Léonard |

| Dimanche 7 janvier | RC Strasbourg (L1)                        | 3 - 2 a. p. | Dijon FCO (L1)                |                                                                               |                                                                               |
| 14h15              | Gonçalves 59e · Blayac 92e · Da Costa 93e | (0 - 0)     | 65e Djilobodji · 103e Tavares | Stade de la Meinau, Strasbourg Spectateurs : 12 269 Arbitrage : Benoît Millot | Stade de la Meinau, Strasbourg Spectateurs : 12 269 Arbitrage : Benoît Millot |

| Dimanche 7 janvier | Olympique de Marseille (L1) | 1 - 0 a. p. | Valenciennes FC (L2) |                                                                           |                                                                           |
| 14h15              | Amavi 103e                  | (0 - 0)     |                      | Stade Vélodrome, Marseille Spectateurs : 25 128 Arbitrage : Mikaël Lesage | Stade Vélodrome, Marseille Spectateurs : 25 128 Arbitrage : Mikaël Lesage |

| Dimanche 7 janvier | Angers SCO (L1) | 0 - 2   | FC Lorient (L2)                  |                                                                              |                                                                              |
| 14h15              |                 | (0 - 2) | 29e (csc) Pavlović · 41e Bouanga | Stade Raymond-Kopa, Angers Spectateurs : 8 783 Arbitrage : Nicolas Rainville | Stade Raymond-Kopa, Angers Spectateurs : 8 783 Arbitrage : Nicolas Rainville |

| Dimanche 7 janvier | Still 1930 FC (R3) | 0 - 1   | ES Troyes AC (L1) |                                                                               |                                                                               |
| 17h30              |                    | (0 - 0) | 80e Nivet         | Parc Des Sports Stadium, Molsheim Spectateurs : 2 300 Arbitrage : Johan Hamel | Parc Des Sports Stadium, Molsheim Spectateurs : 2 300 Arbitrage : Johan Hamel |

| Dimanche 7 janvier | FC Sochaux-Montbéliard (L2)                                                 | 6 - 0   | Amiens SC (L1) |                                                                                    |                                                                                    |
| 17h30              | Ruiz 24e · Meïté 30e · Kalulu 36e · Robinet 60e · Bérenguer 82e · Daham 89e | (3 - 0) |                | Stade Auguste-Bonal, Montbéliard Spectateurs : 5 392 Arbitrage : Sébastien Desiage | Stade Auguste-Bonal, Montbéliard Spectateurs : 5 392 Arbitrage : Sébastien Desiage |

| Dimanche 7 janvier | USM Senlis (N3) | 0 - 4   | FC Nantes (L1)                          |                                                                                |                                                                                |
| 17h30              |                 | (0 - 2) | 29e Bammou · 35e Rongier · 81e 90e Sala | Stade Pierre-Brisson, Beauvais Spectateurs : 5 000 Arbitrage : Bastien Dechepy | Stade Pierre-Brisson, Beauvais Spectateurs : 5 000 Arbitrage : Bastien Dechepy |

| Dimanche 7 janvier | FC Fleury 91 (N2) | 0 - 1   | ASC Biesheim (N3) |                                                                                |                                                                                |
| 17h30              |                   | (0 - 0) | 60e Efondja       | Stade Robert-Bobin, Bondoufle Spectateurs : 1 000 Arbitrage : Yohann Rouinsard | Stade Robert-Bobin, Bondoufle Spectateurs : 1 000 Arbitrage : Yohann Rouinsard |

| Dimanche 7 janvier | USL Dunkerque (N)           | 2 - 4   | FC Metz (L1)                           |                                                                                |                                                                                |
| 17h30              | M.Fachan 71e · D.Fachan 82e | (0 - 1) | 44e 80e Niane · 52e Rivière · 75e Cafú | Stade Marcel-Tribut, Dunkerque Spectateurs : 3 000 Arbitrage : Stéphane Jochem | Stade Marcel-Tribut, Dunkerque Spectateurs : 3 000 Arbitrage : Stéphane Jochem |

| Dimanche 7 janvier | Vannes OC (N3)        | 1 - 1 3 - 5 t. a. b. | Stade Briochin (N2) |                                                                              |                                                                              |
| 17h30              | Dufrennes 113e (pen.) | (0 - 0)              | 107e Rouxel         | Stade de la Rabine, Vannes Spectateurs : 3 200 Arbitrage : Guillaume Paradis | Stade de la Rabine, Vannes Spectateurs : 3 200 Arbitrage : Guillaume Paradis |
| 17h30              | Tirs au but 3 - 5     |                      |                     | Stade de la Rabine, Vannes Spectateurs : 3 200 Arbitrage : Guillaume Paradis | Stade de la Rabine, Vannes Spectateurs : 3 200 Arbitrage : Guillaume Paradis |

| Dimanche 7 janvier | Entente SSG (N) | 1 - 2   | SAS Épinal (N2)         |                                                                                            |                                                                                            |
| 17h30              | Dramé 81e       | (0 - 1) | 15e Konté · 90+3e Segbé | Stade Michel-Hidalgo, Saint-Gratien Spectateurs : 2 000 Arbitrage : Alexandre Perreau Niel | Stade Michel-Hidalgo, Saint-Gratien Spectateurs : 2 000 Arbitrage : Alexandre Perreau Niel |

| Dimanche 7 janvier | Stade rennais FC (L1) | 1 - 6   | Paris Saint-Germain (L1)                          |                                                                      |                                                                      |
| 21h00              | Bourigeaud 66e (pen.) | (0 - 4) | 9e 75e Mbappé · 17e 43e Neymar · 24e 74e Di María | Roazhon Park, Rennes Spectateurs : 19 777 Arbitrage : Amaury Delerue | Roazhon Park, Rennes Spectateurs : 19 777 Arbitrage : Amaury Delerue |

| Lundi 8 janvier | RC Lens (L2)                       | 3 - 2 a. p. | US Boulogne CO (N) |                                                                                 |                                                                                 |
| 21h00           | Lopez 60e (pen.) 100e · Diarra 63e | (0 - 1)     | 22e 90e Koné       | Stade Bollaert-Delelis, Lens Spectateurs : 12 293 Arbitrage : Sébastien Moreira | Stade Bollaert-Delelis, Lens Spectateurs : 12 293 Arbitrage : Sébastien Moreira |

### Seizièmes de finale
Le tirage au sort a lieu le lundi 8 janvier 2018. Les rencontres ont lieu les mardi 23, mercredi 24 et jeudi 25 janvier 2018.
| Mardi 23 janvier | FC Nantes (L1)                 | 3 - 4   | AJ Auxerre (L2)                                       | Stade de la Beaujoire, Nantes                   |                                                 |
| 18h30            | Thomasson 38e 65e · Dubois 51e | (1 - 3) | 6e Konaté · 32e (csc) Pallois · 34e Ayé · 76e Sangaré | Spectateurs : 13 618 Arbitrage : Amaury Delerue | Spectateurs : 13 618 Arbitrage : Amaury Delerue |

| Mardi 23 janvier | US Granville (N2)               | 3 - 2 a. p. | US Concarneau (N)     | Stade Louis-Dior, Granville                     |                                                 |
| 18h30            | Theault 25e · Blondel 100e 116e | (1 - 1)     | 9e Janez · 98e Donisa | Spectateurs : 3 200 Arbitrage : Stéphane Jochem | Spectateurs : 3 200 Arbitrage : Stéphane Jochem |

| Mardi 23 janvier | Bourg-en-Bresse 01 (L2) | 2 - 0   | Toulouse FC (L1) | Stade Marcel-Verchère, Bourg-en-Bresse            |                                                   |
| 18h30            | Court 63e · Bègue 89e   | (0 - 0) |                  | Spectateurs : 3 490 Arbitrage : Sébastien Moreira | Spectateurs : 3 490 Arbitrage : Sébastien Moreira |

| Mardi 23 janvier | Stade briochin (N2) | 0 - 1   | RC Lens (L2) | Stade Fred-Aubert, Saint-Brieuc                |                                                |
| 18h30            |                     | (0 - 1) | 14e Lopez    | Spectateurs : 6 800 Arbitrage : Aurélien Petit | Spectateurs : 6 800 Arbitrage : Aurélien Petit |

| Mardi 23 janvier | La Berrichonne de Châteauroux (L2)              | 1 - 1             | FC Chambly Oise (N)                | Stade Gaston-Petit, Châteauroux                |                                                |
| 18h30            | Mandanne 58e                                    | (0 - 0)           | 73e Doucouré                       | Spectateurs : 1 843 Arbitrage : Thomas Léonard | Spectateurs : 1 843 Arbitrage : Thomas Léonard |
| 18h30            | Mandanne · Boukari · Fofana · Khadda · Sangante | Tirs au but 3 - 4 | Popelard · Lebon · Henry · Héloïse | Spectateurs : 1 843 Arbitrage : Thomas Léonard | Spectateurs : 1 843 Arbitrage : Thomas Léonard |

| Mardi 23 janvier | US Colomiers (N2) | 1 - 2   | FC Sochaux-Montbéliard (L2) | Complexe Capitany, Colomiers                     |                                                  |
| 18h30            | Coffi 89e         | (0 - 1) | 12e Pendant · 59e Meïté     | Spectateurs : 1 593 Arbitrage : Alexandre Castro | Spectateurs : 1 593 Arbitrage : Alexandre Castro |

| Mardi 23 janvier | Canet Roussillon FC (N3)                          | 1 - 1             | SM Caen (L1)                                   | Stade Saint-Michel, Canet-en-Roussillon       |                                               |
| 18h30            | Mahieu 14e                                        | (1 - 1)           | 30e Genevois                                   | Spectateurs : 3 500 Arbitrage : Olivier Thual | Spectateurs : 3 500 Arbitrage : Olivier Thual |
| 18h30            | Belhadj · Gambie · Staerck · Ouadoudi · Pylouster | Tirs au but 3 - 4 | Féret · Peeters · Rodelin · Diomandé · Nkololo | Spectateurs : 3 500 Arbitrage : Olivier Thual | Spectateurs : 3 500 Arbitrage : Olivier Thual |

| Mardi 23 janvier | SAS Épinal (N2) | 0 - 2   | Olympique de Marseille (L1) | Stade de la Colombière, Épinal              |                                             |
| 21h00            |                 | (0 - 0) | 73e Germain · 90+4e Sanson  | Spectateurs : 7 000 Arbitrage : Johan Hamel | Spectateurs : 7 000 Arbitrage : Johan Hamel |

| Mercredi 24 janvier | Montpellier HSC (L1)                    | 4 - 3   | FC Lorient (L2)                     | Stade de la Mosson, Montpellier               |                                               |
| 18h30               | Ninga 10e 64e · Sambia 55e · Mbenza 60e | (1 - 2) | 7e 32e Bouanga · 62e Claude-Maurice | Spectateurs : 3 841 Arbitrage : Benoît Millot | Spectateurs : 3 841 Arbitrage : Benoît Millot |

| Mercredi 24 janvier | ASC Biesheim (N3)          | 2 - 2             | Grenoble Foot 38 (N)                | Stade municipal, Biesheim                     |                                               |
| 18h30               | Jacquat 44e · Dardouri 92e | (1 - 0)           | 54e Boussaha · 117e Benet           | Spectateurs : 2 000 Arbitrage : Florent Batta | Spectateurs : 2 000 Arbitrage : Florent Batta |
| 18h30               | Chevrier · Fuchs · Muller  | Tirs au but 0 - 3 | Sotoca · Belvito · Gherardi · Benet | Spectateurs : 2 000 Arbitrage : Florent Batta | Spectateurs : 2 000 Arbitrage : Florent Batta |

| Mercredi 24 janvier | ES Troyes AC (L1)                              | 1 - 1             | AS Saint-Étienne (L1)                           | Stade de l'Aube, Troyes                    |                                            |
| 18h30               | Nivet 24e (pen.)                               | (1 - 0)           | 48e Maiga                                       | Spectateurs : 4 000 Arbitrage : Karim Abed | Spectateurs : 4 000 Arbitrage : Karim Abed |
| 18h30               | Bellugou · Giraudon · Obiang · Darbion · Nivet | Tirs au but 4 - 3 | Pogba · Søderlund · Hernani · Selnæs · M'Bengue | Spectateurs : 4 000 Arbitrage : Karim Abed | Spectateurs : 4 000 Arbitrage : Karim Abed |

| Mercredi 24 janvier | Tours FC (L2)                                    | 0 - 0             | FC Metz (L1)                        | Stade de la Vallée du Cher, Tours               |                                                 |
| 18h30               |                                                  | (0 - 0)           |                                     | Spectateurs : 4 610 Arbitrage : Frank Schneider | Spectateurs : 4 610 Arbitrage : Frank Schneider |
| 18h30               | Mancini · Belkebla · Devaux · Caille · Tshibumbu | Tirs au but 1 - 2 | Philipps · Cafú · Boulaya · Poblete | Spectateurs : 4 610 Arbitrage : Frank Schneider | Spectateurs : 4 610 Arbitrage : Frank Schneider |

| Mercredi 24 janvier | FC Saint-Lô Manche (N3) | 1 - 2   | Les Herbiers VF (N) | Stade Louis-Villemer, Saint-Lô                |                                               |
| 18h30               | Montout 72e             | (0 - 0) | 54e 71e Bongongui   | Spectateurs : 3 000 Arbitrage : Willy Delajod | Spectateurs : 3 000 Arbitrage : Willy Delajod |

| Mercredi 24 janvier | Paris Saint-Germain (L1)                                    | 4 - 2   | EA Guingamp (L1)                        | Parc des Princes, Paris                         |                                                 |
| 18h30               | Rabiot 21e · Deaux 25e (csc) · Pastore 64e · Marquinhos 89e | (2 - 1) | 33e (pen.) Thuram · 75e (pen.) Ngbakoto | Spectateurs : 40 000 Arbitrage : Antony Gautier | Spectateurs : 40 000 Arbitrage : Antony Gautier |

| Mercredi 24 janvier | AS Monaco (L1)          | 2 - 3   | Olympique lyonnais (L1)                  | Stade Louis-II, Monaco                       |                                              |
| 21h05               | Jovetić 13e · Lopes 71e | (1 - 2) | 21e Traoré · 25e (csc) Sidibé · 55e Díaz | Spectateurs : 7 000 Arbitrage : Ruddy Buquet | Spectateurs : 7 000 Arbitrage : Ruddy Buquet |

| Jeudi 25 janvier | RC Strasbourg (L1)       | 2 - 1   | LOSC Lille (L1) | Stade de la Meinau, Strasbourg                  |                                                 |
| 21h00            | Da Costa 31e · Saadi 48e | (1 - 0) | 54e Bissouma    | Spectateurs : 10 097 Arbitrage : Clément Turpin | Spectateurs : 10 097 Arbitrage : Clément Turpin |

### Huitièmes de finale
Le tirage au sort a lieu le jeudi 25 janvier 2018 avant la rencontre opposant Strasbourg à Lille. Les rencontres auront lieu les mardi 6, mercredi 7 et jeudi 8 février 2018. Le « Petit Poucet » est l'US Granville.
| Mardi 6 février | Bourg-en-Bresse 01 (L2) | 0 - 9   | Olympique de Marseille (L1)                                                            | Stade Marcel-Verchère, Bourg-en-Bresse                                    |                                                                           |
| 18h30           |                         | (0 - 5) | 9e Gustavo · 12e Payet · 16e 48e 71e Ocampos · 20e 40e 81e Mítroglou · 89e (pen.) Njie | Spectateurs : 7 000 Diffuseur : Eurosport 2 Arbitrage : François Letexier | Spectateurs : 7 000 Diffuseur : Eurosport 2 Arbitrage : François Letexier |

| Mardi 6 février | AJ Auxerre (L2) | 0 - 3   | Les Herbiers VF (N)                              | Stade de l'Abbé-Deschamps, Auxerre                                         |                                                                            |
| 18h30           |                 | (0 - 1) | 45+1e (pen.) Rocheteau · 64e Gboho · 79e Flochon | Spectateurs : 6 233 Diffuseur : Eurosport 2 Arbitrage : Stéphanie Frappart | Spectateurs : 6 233 Diffuseur : Eurosport 2 Arbitrage : Stéphanie Frappart |

| Mardi 6 février | FC Sochaux-Montbéliard (L2) | 1 - 4   | Paris Saint-Germain (L1)          | Stade Auguste-Bonal, Montbéliard                                     |                                                                      |
| 21h05           | Martin 13e                  | (1 - 2) | 1re 59e 62e Di María · 28e Cavani | Spectateurs : 20 000 Diffuseur : France 2 Arbitrage : Jérôme Brisard | Spectateurs : 20 000 Diffuseur : France 2 Arbitrage : Jérôme Brisard |

| Mercredi 7 février | FC Metz (L1)                                         | 2 - 2             | SM Caen (L1)                                              | Stade Saint-Symphorien, Metz                                            |                                                                         |
| 18h30              | Niane 85e · Roux 108e                                | (0 - 0)           | 51e Stavitski · 114e Diomandé                             | Spectateurs : 11 201 Diffuseur : Eurosport 2 Arbitrage : Amaury Delerue | Spectateurs : 11 201 Diffuseur : Eurosport 2 Arbitrage : Amaury Delerue |
| 18h30              | Cohade · Balliu · Roux · Poblete · Rivière · Boulaya | Tirs au but 2 - 3 | Crivelli · Djiku · Diomandé · Féret · Da Silva · Guilbert | Spectateurs : 11 201 Diffuseur : Eurosport 2 Arbitrage : Amaury Delerue | Spectateurs : 11 201 Diffuseur : Eurosport 2 Arbitrage : Amaury Delerue |

| Mercredi 7 février | RC Lens (L2) | 1 - 0   | ES Troyes AC (L1) | Stade Bollaert-Delelis, Lens                                        |                                                                     |
| 18h30              | Lopez 70e    | (0 - 0) |                   | Spectateurs : 10 255 Diffuseur : Eurosport 2 Arbitrage : Karim Abed | Spectateurs : 10 255 Diffuseur : Eurosport 2 Arbitrage : Karim Abed |

| Mercredi 7 février | FC Chambly Oise (N) | 1 - 0   | US Granville (N2) | Stade Pierre-Brisson, Beauvais                                           |                                                                          |
| 18h30              | Doucouré 51e        | (0 - 0) |                   | Spectateurs : 4 266 Diffuseur : Eurosport 2 Arbitrage : Alexandre Castro | Spectateurs : 4 266 Diffuseur : Eurosport 2 Arbitrage : Alexandre Castro |

| Mercredi 7 février | Montpellier HSC (L1) | 1 - 2   | Olympique lyonnais (L1)       | Stade de la Mosson, Montpellier                                       |                                                                       |
| 21h00              | Ikoné 22e            | (1 - 2) | 13e Cornet · 27e (pen.) Fekir | Spectateurs : 7 000 Diffuseur : Eurosport 2 Arbitrage : Mikaël Lesage | Spectateurs : 7 000 Diffuseur : Eurosport 2 Arbitrage : Mikaël Lesage |

| Jeudi 8 février | Grenoble Foot 38 (N) | 0 - 3   | RC Strasbourg (L1)                             | Stade des Alpes, Grenoble                                              |                                                                        |
| 21h00           |                      | (0 - 1) | 32e Bahoken · 79e Terrier · 90+4e (csc) Sotoca | Spectateurs : 12 699 Diffuseur : Eurosport 2 Arbitrage : Olivier Thual | Spectateurs : 12 699 Diffuseur : Eurosport 2 Arbitrage : Olivier Thual |

### Quarts de finale
Le tirage au sort a lieu le jeudi 8 février 2018. Les rencontres ont lieu les mardi 27, mercredi 28 février et jeudi 1er mars.
| Mardi 27 février | Les Herbiers VF (N)                          | 0 - 0             | RC Lens (L2)                        | Stade de la Beaujoire, Nantes                                          |                                                                        |
| 21h00            |                                              | (0 - 0)           |                                     | Spectateurs : 21 146 Diffuseur : Eurosport 2 Arbitrage : Mikael Lesage | Spectateurs : 21 146 Diffuseur : Eurosport 2 Arbitrage : Mikael Lesage |
| 21h00            | Marie · Rocheteau · Bonnet · David · Flochon | Tirs au but 4 - 2 | Lopez · Gersbach · Diarra · Mesloub | Spectateurs : 21 146 Diffuseur : Eurosport 2 Arbitrage : Mikael Lesage | Spectateurs : 21 146 Diffuseur : Eurosport 2 Arbitrage : Mikael Lesage |

| Mercredi 28 février | FC Chambly Oise (N) | 1 - 0   | RC Strasbourg (L1) | Stade Pierre-Brisson, Beauvais                        |                                                       |
| 18h30               | Doucouré 83e        | (0 - 0) |                    | Diffuseur : Eurosport 2 Arbitrage : Nicolas Rainville | Diffuseur : Eurosport 2 Arbitrage : Nicolas Rainville |

| Mercredi 28 février | Paris Saint-Germain (L1)        | 3 - 0   | Olympique de Marseille (L1) | Parc des Princes, Paris                         |                                                 |
| 21h05               | Di María 45+1e 48e · Cavani 81e | (1 - 0) |                             | Diffuseur : France 3 Arbitrage : Clément Turpin | Diffuseur : France 3 Arbitrage : Clément Turpin |

| Jeudi 1er mars | SM Caen (L1) | 1 - 0   | Olympique lyonnais (L1) | Stade Michel-d'Ornano, Caen                                             |                                                                         |
| 21h00          | Diomandé 77e | (0 - 0) |                         | Spectateurs : 17 000 Diffuseur : Eurosport 2 Arbitrage : Antony Gautier | Spectateurs : 17 000 Diffuseur : Eurosport 2 Arbitrage : Antony Gautier |

### Demi-finales
Le tirage au sort a lieu le jeudi 1er mars ; il est effectué par Samuel Étienne. Les rencontres ont lieu le mardi 17 et mercredi 18 avril.
| Mardi 17 avril | Les Herbiers VF (N)   | 2 - 0   | FC Chambly Oise (N) | Stade de la Beaujoire, Nantes                                           |                                                                         |
| 21h00          | David 28e · Gboho 81e | (1 - 0) |                     | Spectateurs : 34 653 Diffuseur : Eurosport 2 Arbitrage : Benoît Bastien | Spectateurs : 34 653 Diffuseur : Eurosport 2 Arbitrage : Benoît Bastien |

| Mercredi 18 avril | SM Caen (L1) | 1 - 3   | Paris Saint-Germain (L1)      | Stade Michel-d'Ornano, Caen                                             |                                                                         |
| 21h05             | Diomandé 43e | (1 - 1) | 25e 81e Mbappé · 90+5e Nkunku | Spectateurs : 20 350 Diffuseur : France 3 Arbitrage : François Letexier | Spectateurs : 20 350 Diffuseur : France 3 Arbitrage : François Letexier |

### Finale
La finale se dispute le mardi 8 mai.
| Titulaires :    |                      |     |
|                 |                      |     |
|                 | Matthieu Pichot      |     |
|                 | Adrien Pagerie       |     |
|                 | Guillaume Dequaire   |     |
|                 | Diacko Fofana        |     |
|                 | Romuald Marie        |     |
|                 | Joachim Eickmayer    | 88e |
|                 | Sébastien Flochon    |     |
|                 | Kévin Rocheteau      |     |
|                 | Valentin Vanbaleghem | 62e |
|                 | Rodrigue Bongongui   |     |
|                 | Pierre Germann       | 63e |
|                 |                      |     |
| Remplaçants :   |                      |     |
|                 | Esteban Salles       |     |
|                 | Clément Couturier    | 88e |
|                 | Franck Héry          |     |
|                 | Ambroise Gboho       | 63e |
|                 | Florian David        |     |
|                 | Adrian Dabasse       | 62e |
|                 | Moulaye Idrissa Ba   |     |
|                 |                      |     |
| Entraîneur :    |                      |     |
| Stéphane Masala |                      |     |

| Titulaires :  |                  |     |
|               |                  |     |
|               | Kevin Trapp      |     |
|               | Yuri Berchiche   |     |
|               | Marquinhos       |     |
|               | Thiago Silva     |     |
|               | Daniel Alves     | 86e |
|               | Adrien Rabiot    |     |
|               | Thiago Motta     | 68e |
|               | Giovani Lo Celso |     |
|               | Ángel Di María   |     |
|               | Edinson Cavani   |     |
|               | Kylian Mbappé    | 86e |
|               |                  |     |
| Remplaçants : |                  |     |
|               | Alphonse Areola  |     |
|               | Presnel Kimpembe |     |
|               | Thomas Meunier   | 86e |
|               | Layvin Kurzawa   |     |
|               | Lassana Diarra   |     |
|               | Javier Pastore   | 86e |
|               | Julian Draxler   | 68e |
|               |                  |     |
| Entraîneur :  |                  |     |
| Unai Emery    |                  |     |

| Titulaires :    |                      |     |
|                 |                      |     |
|                 | Matthieu Pichot      |     |
|                 | Adrien Pagerie       |     |
|                 | Guillaume Dequaire   |     |
|                 | Diacko Fofana        |     |
|                 | Romuald Marie        |     |
|                 | Joachim Eickmayer    | 88e |
|                 | Sébastien Flochon    |     |
|                 | Kévin Rocheteau      |     |
|                 | Valentin Vanbaleghem | 62e |
|                 | Rodrigue Bongongui   |     |
|                 | Pierre Germann       | 63e |
|                 |                      |     |
| Remplaçants :   |                      |     |
|                 | Esteban Salles       |     |
|                 | Clément Couturier    | 88e |
|                 | Franck Héry          |     |
|                 | Ambroise Gboho       | 63e |
|                 | Florian David        |     |
|                 | Adrian Dabasse       | 62e |
|                 | Moulaye Idrissa Ba   |     |
|                 |                      |     |
| Entraîneur :    |                      |     |
| Stéphane Masala |                      |     |

| Titulaires :  |                  |     |
|               |                  |     |
|               | Kevin Trapp      |     |
|               | Yuri Berchiche   |     |
|               | Marquinhos       |     |
|               | Thiago Silva     |     |
|               | Daniel Alves     | 86e |
|               | Adrien Rabiot    |     |
|               | Thiago Motta     | 68e |
|               | Giovani Lo Celso |     |
|               | Ángel Di María   |     |
|               | Edinson Cavani   |     |
|               | Kylian Mbappé    | 86e |
|               |                  |     |
| Remplaçants : |                  |     |
|               | Alphonse Areola  |     |
|               | Presnel Kimpembe |     |
|               | Thomas Meunier   | 86e |
|               | Layvin Kurzawa   |     |
|               | Lassana Diarra   |     |
|               | Javier Pastore   | 86e |
|               | Julian Draxler   | 68e |
|               |                  |     |
| Entraîneur :  |                  |     |
| Unai Emery    |                  |     |

## Synthèse

### Nombre d'équipes par division et par tour
| Divisions / Manches                      | 7e tour | 8e tour       | 32es de finale | 16es de finale | Huitièmes de finale | Quarts de finale | Demi-finales  | Finale        | Vainqueur     |
| ---------------------------------------- | ------- | ------------- | -------------- | -------------- | ------------------- | ---------------- | ------------- | ------------- | ------------- |
| Ligue 1 20 clubs (1)                     | absents | absents       | 20             | 14             | 8                   | 5                | 2             | 1             | 1             |
| Ligue 2 20 clubs (2)                     | 20      | 16            | 12             | 7              | 4                   | 1                | aucune équipe | aucune équipe | aucune équipe |
| National 17 clubs (3)                    | 13      | 11            | 7              | 4              | 3                   | 2                | 2             | 1             | aucune équipe |
| National 2 53 clubs (hors réserves) (4)  | 28      | 24            | 11             | 4              | 1                   | aucune équipe    | aucune équipe | aucune équipe | aucune équipe |
| National 3 134 clubs (hors réserves) (5) | 37      | 18            | 10             | 3              | aucune équipe       | aucune équipe    | aucune équipe | aucune équipe | aucune équipe |
| Régional 1 (6)                           | 32      | 9             | 2              | aucune équipe  | aucune équipe       | aucune équipe    | aucune équipe | aucune équipe | aucune équipe |
| Régional 2 (7)                           | 22      | 4             | aucune équipe  | aucune équipe  | aucune équipe       | aucune équipe    | aucune équipe | aucune équipe | aucune équipe |
| Régional 3 (8)                           | 9       | 4             | 2              | aucune équipe  | aucune équipe       | aucune équipe    | aucune équipe | aucune équipe | aucune équipe |
| Régional 4 (9)                           | 1       | aucune équipe | aucune équipe  | aucune équipe  | aucune équipe       | aucune équipe    | aucune équipe | aucune équipe | aucune équipe |
| Départemental (9 ou plus)                | 3       | aucune équipe | aucune équipe  | aucune équipe  | aucune équipe       | aucune équipe    | aucune équipe | aucune équipe | aucune équipe |
| Outre-mer (O)                            | 11      | 2             | aucune équipe  | aucune équipe  | aucune équipe       | aucune équipe    | aucune équipe | aucune équipe | aucune équipe |
| Total                                    | 176     | 88            | 64             | 32             | 16                  | 8                | 4             | 2             | 1             |

### Parcours des clubs de L1 et L2
- Les clubs de Ligue 2 font leur entrée dans la compétition lors du septième tour.
- Les clubs de Ligue 1 font leur entrée dans la compétition lors des trente-deuxièmes de finale.

| Clubs                  | Parcours précédent | Parcours 2017-2018 |
| ---------------------- | ------------------ | ------------------ |
| AS Monaco              | 1/2 finale         | 1/16 de finale     |
| Paris Saint-Germain    | Vainqueur          | Vainqueur          |
| OGC Nice               | 1/32 de finale     | 1/32 de finale     |
| Olympique lyonnais     | 1/16 de finale     | 1/4 de finale      |
| Olympique de Marseille | 1/8 de finale      | 1/4 de finale      |
| Girondins de Bordeaux  | 1/4 de finale      | 1/32 de finale     |
| FC Nantes              | 1/16 de finale     | 1/16 de finale     |
| AS Saint-Étienne       | 1/16 de finale     | 1/16 de finale     |
| Stade rennais FC       | 1/16 de finale     | 1/32 de finale     |
| EA Guingamp            | 1/2 finale         | 1/16 de finale     |
| Lille OSC              | 1/4 de finale      | 1/16 de finale     |
| Angers SCO             | Finaliste          | 1/32 de finale     |
| Toulouse FC            | 1/32 de finale     | 1/16 de finale     |
| FC Metz                | 1/32 de finale     | 1/8 de finale      |
| Montpellier HSC        | 1/32 de finale     | 1/8 de finale      |
| Dijon FCO              | 1/16 de finale     | 1/32 de finale     |
| SM Caen                | 1/16 de finale     | 1/2 finale         |
| RC Strasbourg          | 1/8 de finale      | 1/4 de finale      |
| Amiens SC              | 7e tour            | 1/32 de finale     |
| ES Troyes AC           | 1/32 de finale     | 1/8 de finale      |

| Clubs                       | Parcours précédent | Parcours 2017-2018 |
| --------------------------- | ------------------ | ------------------ |
| FC Lorient                  | 1/8 de finale      | 1/16 de finale     |
| AS Nancy-Lorraine           | 1/16 de finale     | 1/32 de finale     |
| RC Lens                     | 1/16 de finale     | 1/4 de finale      |
| Stade brestois 29           | 1/32 de finale     | 8e tour            |
| Nîmes Olympique             | 7e tour            | 1/32 de finale     |
| Stade de Reims              | 1/32 de finale     | 8e tour            |
| Le Havre AC                 | 1/32 de finale     | 7e tour            |
| GFC Ajaccio                 | 1/32 de finale     | 1/32 de finale     |
| Chamois niortais FC         | 1/8 de finale      | 1/32 de finale     |
| AC Ajaccio                  | 1/32 de finale     | 8e tour            |
| Clermont Foot               | 1/32 de finale     | 7e tour            |
| FC Sochaux-Montbéliard      | 7e tour            | 1/8 de finale      |
| Valenciennes FC             | 8e tour            | 1/32 de finale     |
| Bourg-en-Bresse 01          | 7e tour            | 1/8 de finale      |
| Tours FC                    | 7e tour            | 1/16 de finale     |
| AJ Auxerre                  | 1/8 de finale      | 1/8 de finale      |
| US Orléans                  | 7e tour            | 7e tour            |
| LB Châteauroux              | 1/16 de finale     | 1/16 de finale     |
| US Quevilly-Rouen Métropole | 1/8 de finale      | 7e tour            |
| Paris FC                    | 6e tour            | 8e tour            |

### Clubs professionnels éliminés par des clubs amateurs
| Club professionnel                      | Club amateur                         | Tour           |
| --------------------------------------- | ------------------------------------ | -------------- |
| US Créteil-Lusitanos (National)         | US Lusitanos Saint-Maur (National 2) | 6e tour        |
| Red Star FC (National)                  | FC Fleury 91 (National 2)            | 6e tour        |
| Quevilly-Rouen Métropole (Ligue 2)      | SC Hazebrouck (Régional 1)           | 7e tour        |
| Clermont Foot 63 (Ligue 2)              | Moulins-Yzeure Foot 03 (National 2)  | 7e tour        |
| Le Havre AC (Ligue 2)                   | Évreux FC 27 (National 3)            | 7e tour        |
| US Orléans (Ligue 2)                    | FC Chartres (National 2)             | 7e tour        |
| Stade brestois 29 (Ligue 2)             | US Concarneau (National)             | 8e tour        |
| AC Ajaccio (Ligue 2)                    | Canet Roussillon FC (National 3)     | 8e tour        |
| Stade lavallois (National)              | Stade briochin (National 2)          | 8e tour        |
| Paris FC (Ligue 2)                      | Entente SSG (National)               | 8e tour        |
| GFC Ajaccio (Ligue 2)                   | Grenoble Foot 38 (National)          | 1/32 de finale |
| Girondins de Bordeaux (Ligue 1)         | US Granville (National 2)            | 1/32 de finale |
| La Berrichonne de Châteauroux (Ligue 2) | FC Chambly Oise (National)           | 1/16 de finale |
| AJ Auxerre (Ligue 2)                    | Les Herbiers VF (National)           | 1/8 de finale  |
| RC Lens (Ligue 2)                       | Les Herbiers VF (National)           | 1/4 de finale  |
| RC Strasbourg Alsace (Ligue 1)          | FC Chambly Oise (National)           | 1/4 de finale  |

## Audiences télévisuelles des finales 2017 et 2018
| Date               | Match                              | Chaîne   | Téléspectateurs | Part d'audience | Référence |
| ------------------ | ---------------------------------- | -------- | --------------- | --------------- | --------- |
| Samedi 27 mai 2017 | Angers SCO - Paris Saint-Germain   | France 2 | 3 425 000       | 18,1 %          | [ 3 ]     |
| Mardi 8 mai 2018   | Les Herbiers - Paris Saint-Germain | France 2 | 6 392 000       | 28,3 %          | [ 4 ]     |